# Сирес (Верхняя Гаронна)
Сире́с (фр. Cirès, окс. Cirés) — коммуна во Франции, находится в регионе Юг — Пиренеи. Департамент — Верхняя Гаронна. Входит в состав кантона Баньер-де-Люшон. Округ коммуны — Сен-Годенс.
Код INSEE коммуны — 31146.

## География

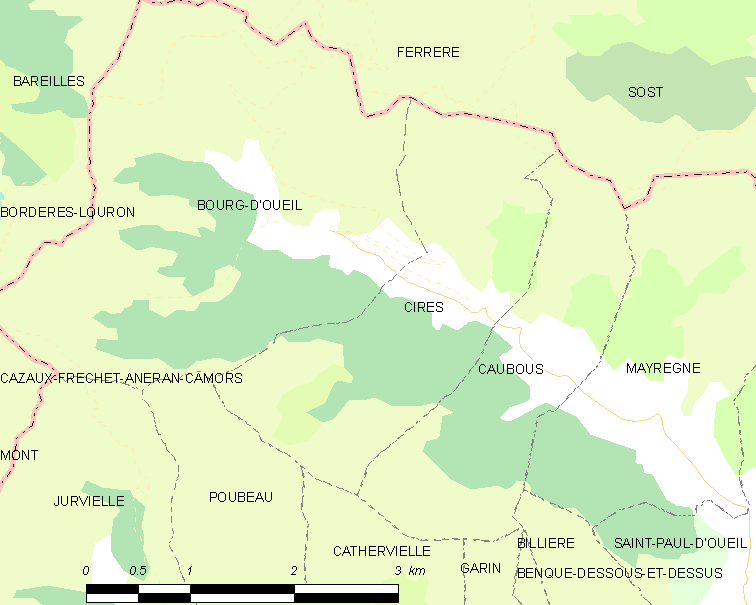
Карта коммуны

Коммуна расположена приблизительно в 690 км к югу от Парижа, в 115 км к юго-западу от Тулузы.
По территории коммуны протекает река Нест-д’Уэй.

## Климат
Климат умеренно-океанический. Зима мягкая и снежная, весна характеризуется сильными дождями и грозами, лето сухое и жаркое, осень солнечная. Преобладают сильные юго-восточные и северо-западные ветры.

## Население
Население коммуны на 2010 год составляло 13 человек.
| 1962 | 1968 | 1975 | 1982 | 1990 | 1999 | 2010 |
| ---- | ---- | ---- | ---- | ---- | ---- | ---- |
| 31   | 21   | 21   | 11   | 11   | 8    | 13   |

## Администрация
| Период | Период | Фамилия             | Партия | Примечания |
| ------ | ------ | ------------------- | ------ | ---------- |
| 2001   | 2008   | Мариус Пюо          |        |            |
| 2008   | 2014   | Жерар Десмёль       |        |            |
| 2014   | 2020   | Мари-Франс Жердессю |        |            |

## Экономика
В 2010 году среди 9 человек трудоспособного возраста (15—64 лет) 7 были экономически активными, 2 — неактивными (показатель активности — 77,8 %, в 1999 году было 16,7 %). Из 7 активных жителей работали 7 человек (3 мужчин и 4 женщины), безработных не было. Среди 2 неактивных 0 человек были учениками или студентами, 2 — пенсионерами, 0 были неактивными по другим причинам.

## Достопримечательности
- Церковь Рождества Пресвятой Богородицы[фр.] (XV век). Исторический памятник с 1977 года[4]
- Дом XV века. Исторический памятник с 1979 года[5]

## Фотогалерея

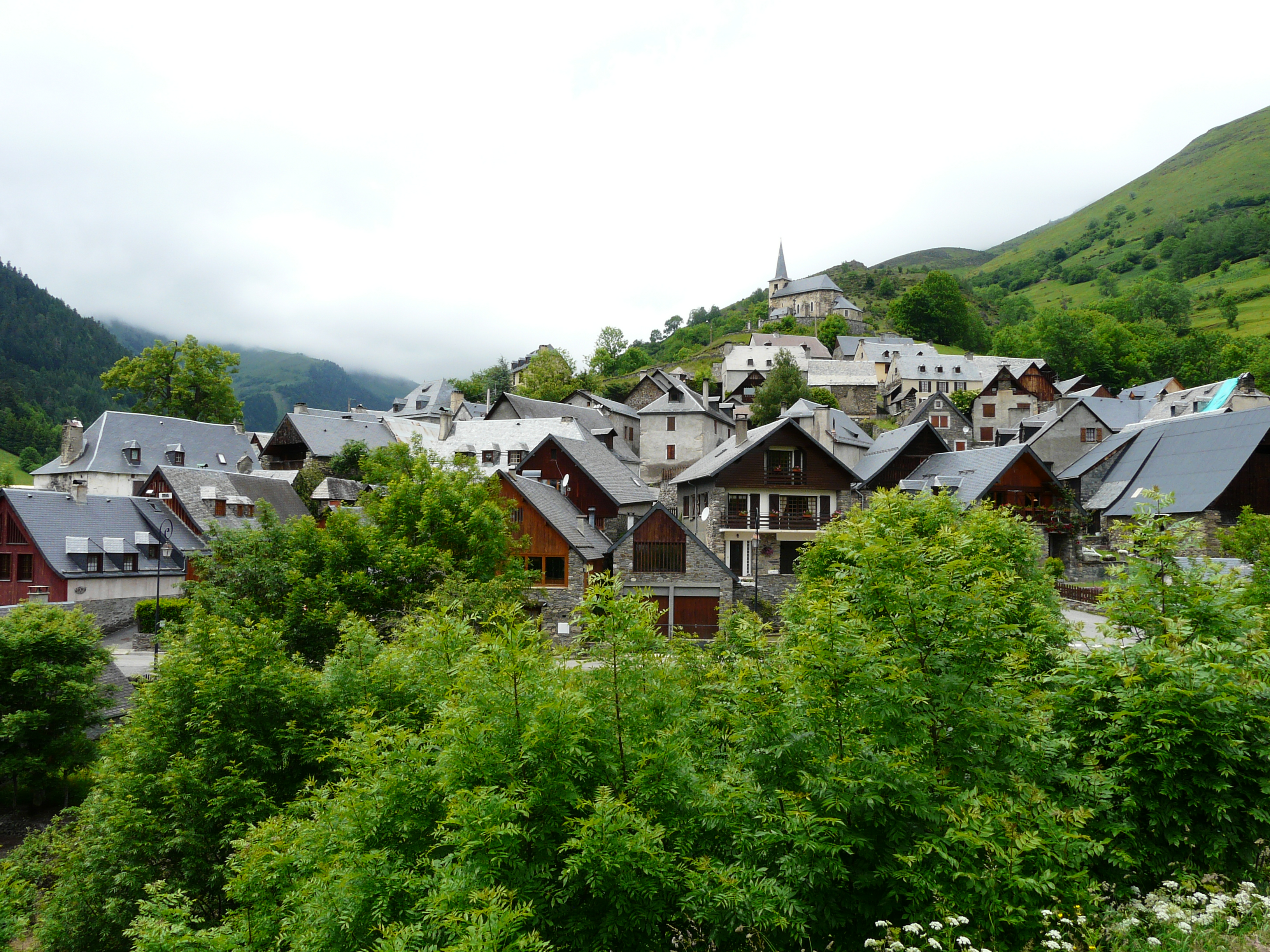
Сирес
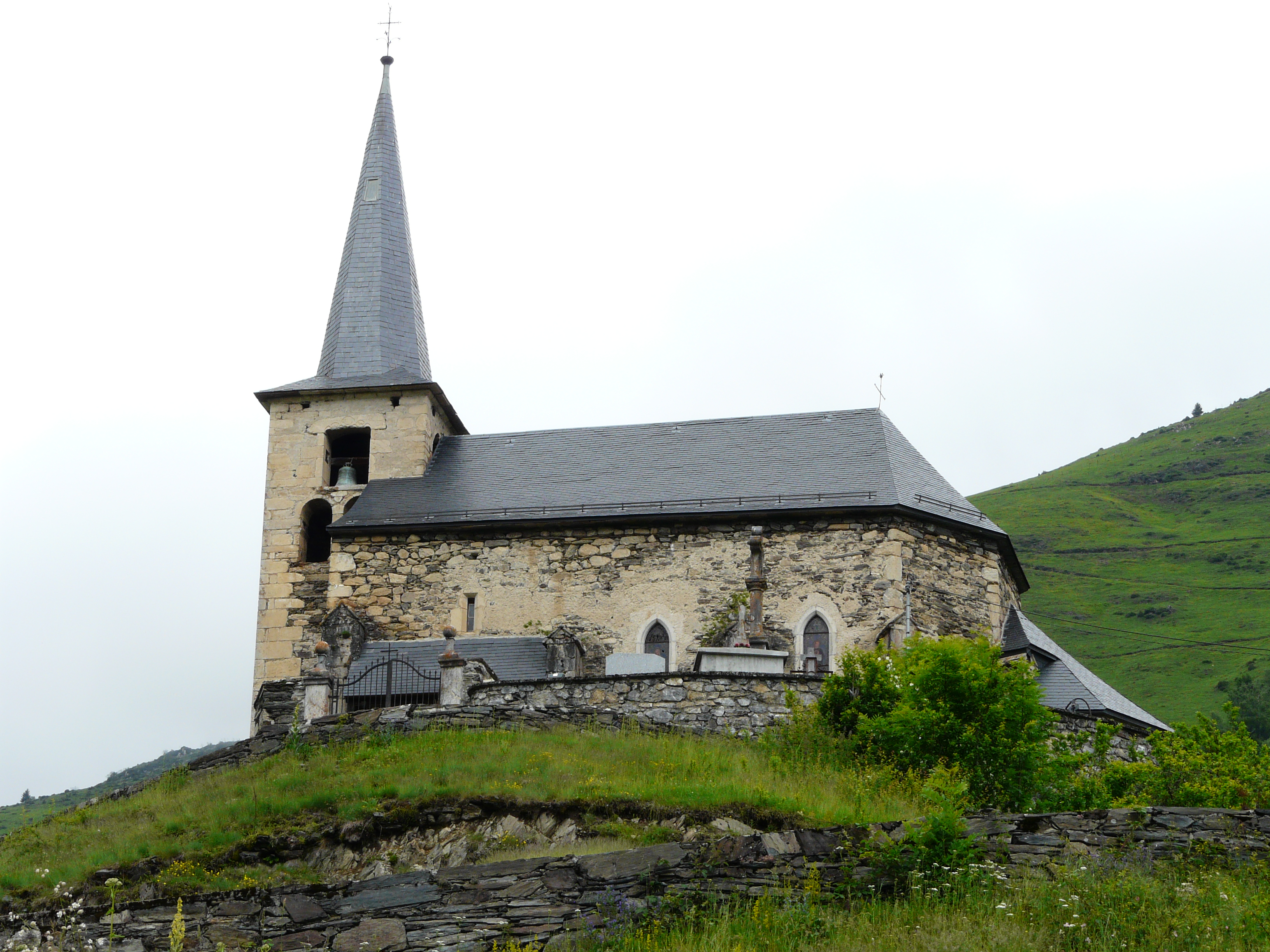
Церковь Рождества Пресвятой Богородицы
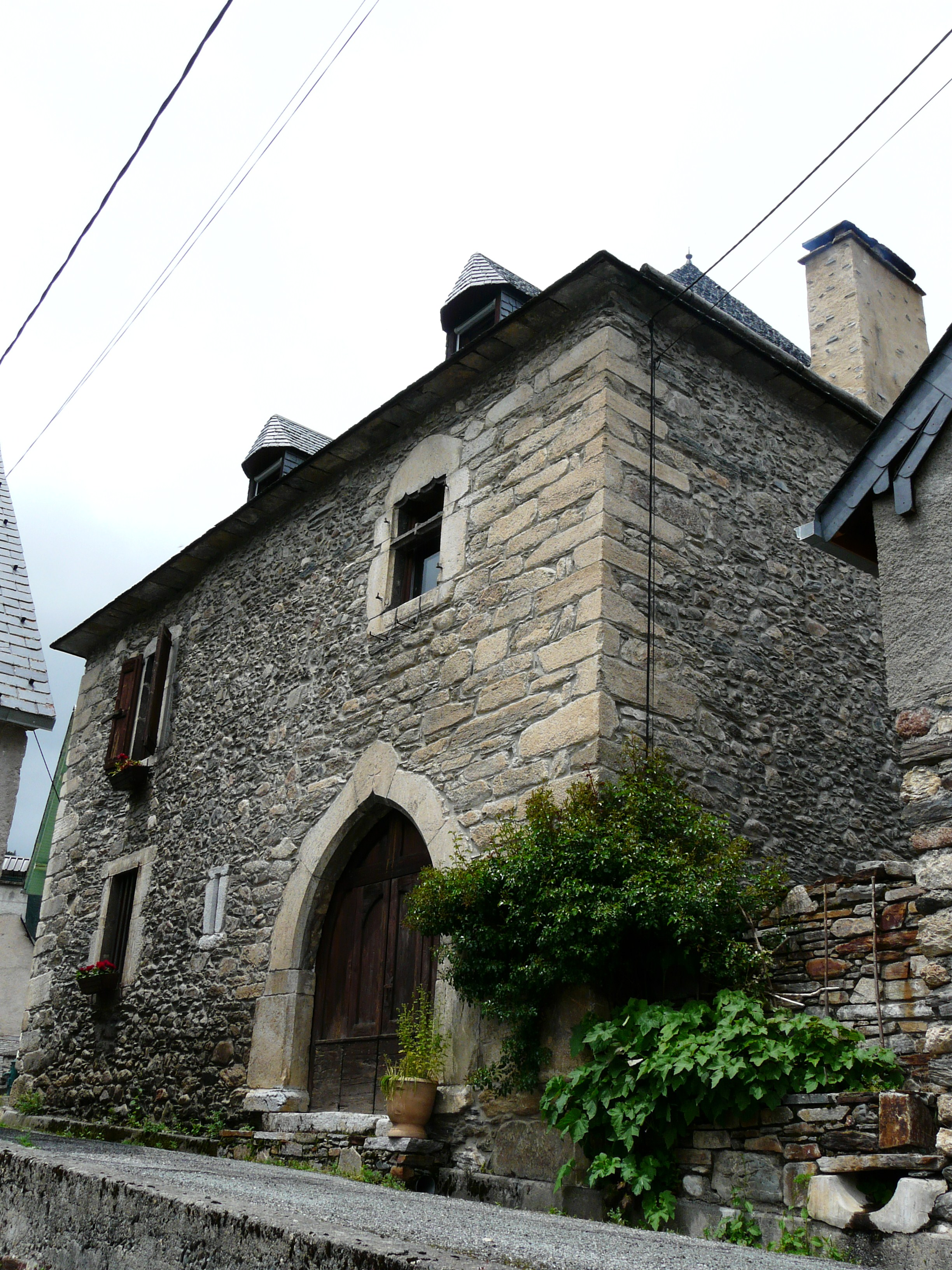
Дом XV века
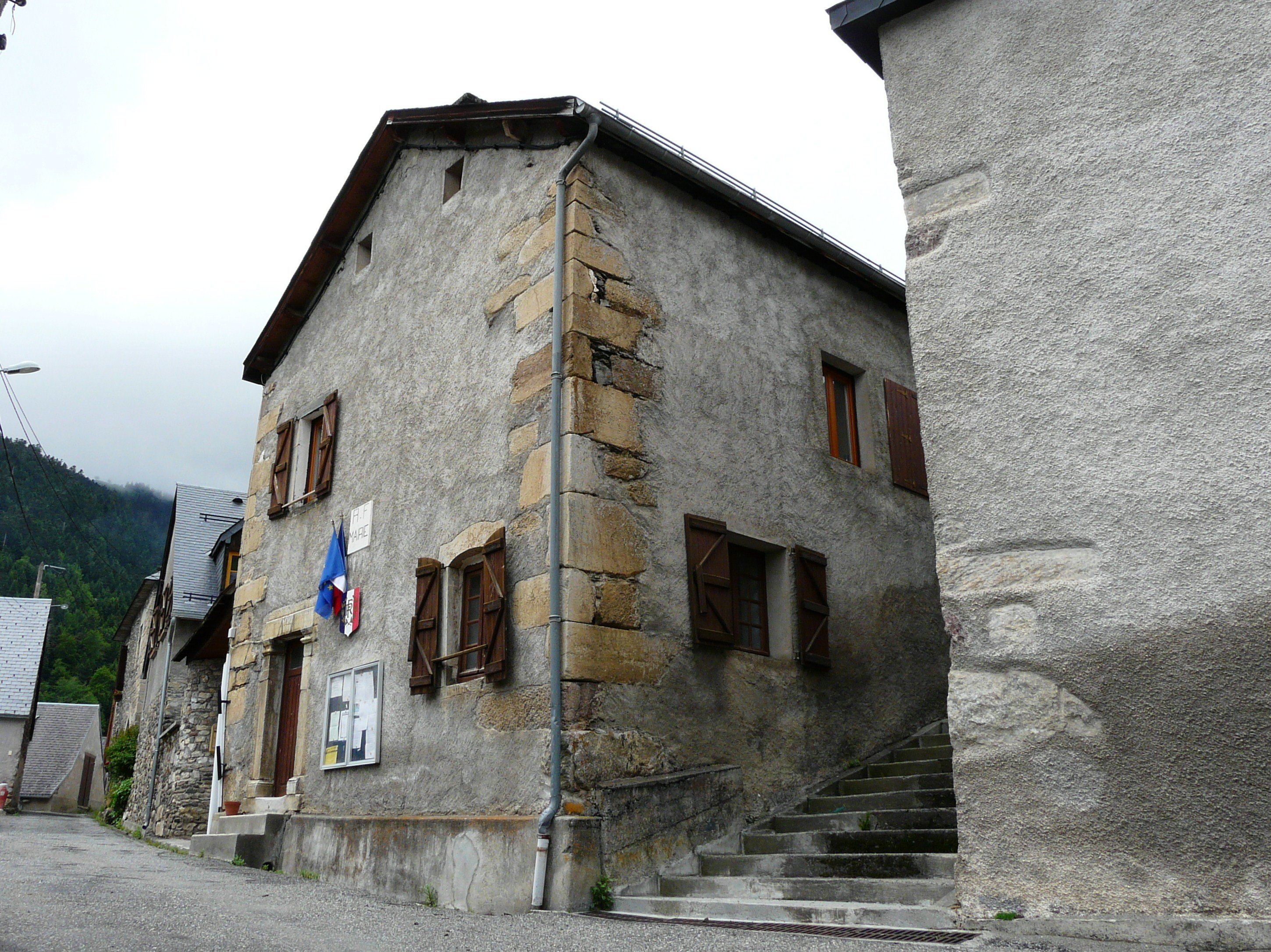
Мэрия
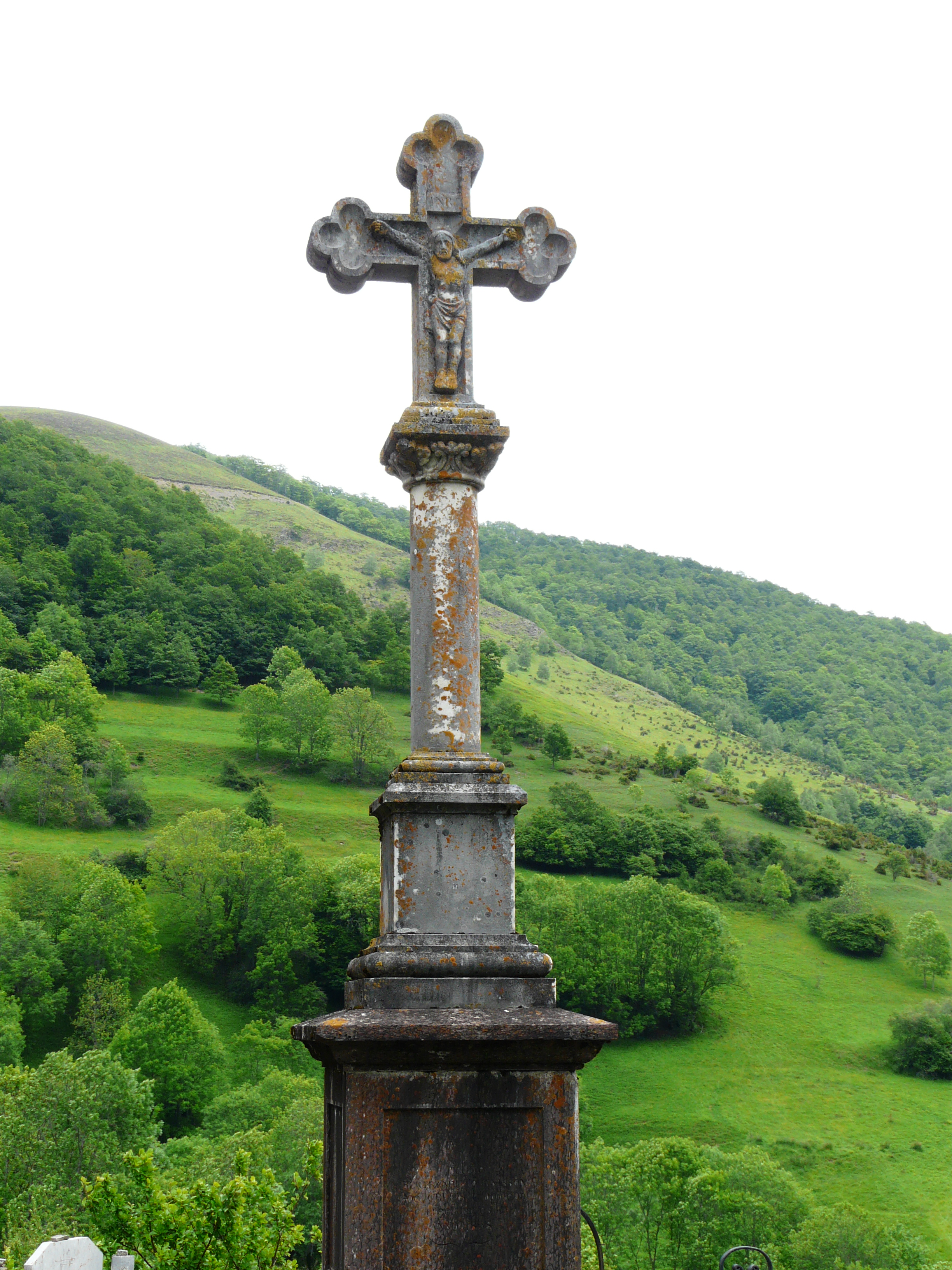
Крест на кладбище
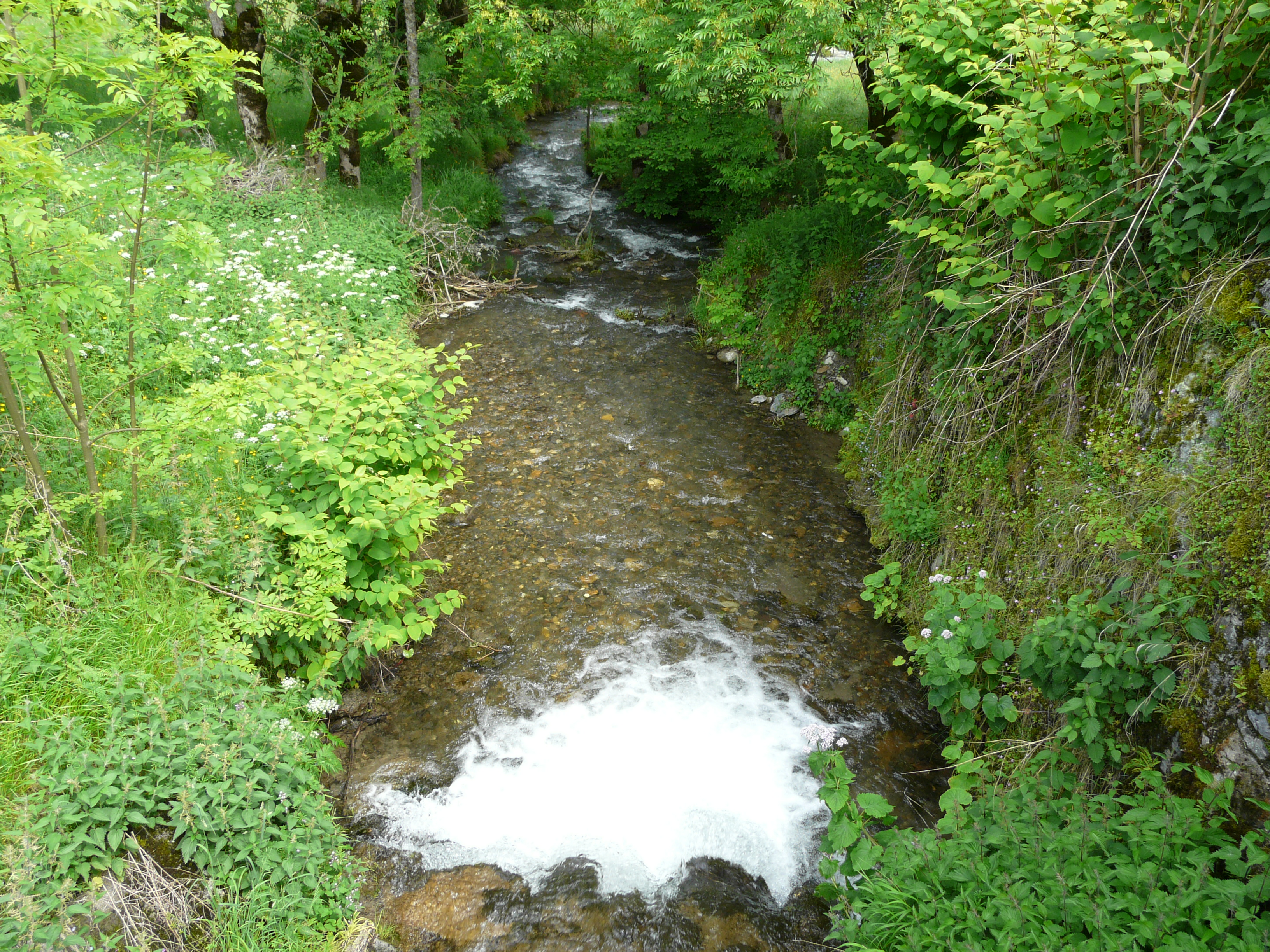
Река Нест-д’Уэй